# Altes Jagdschlösschen Harreshausen

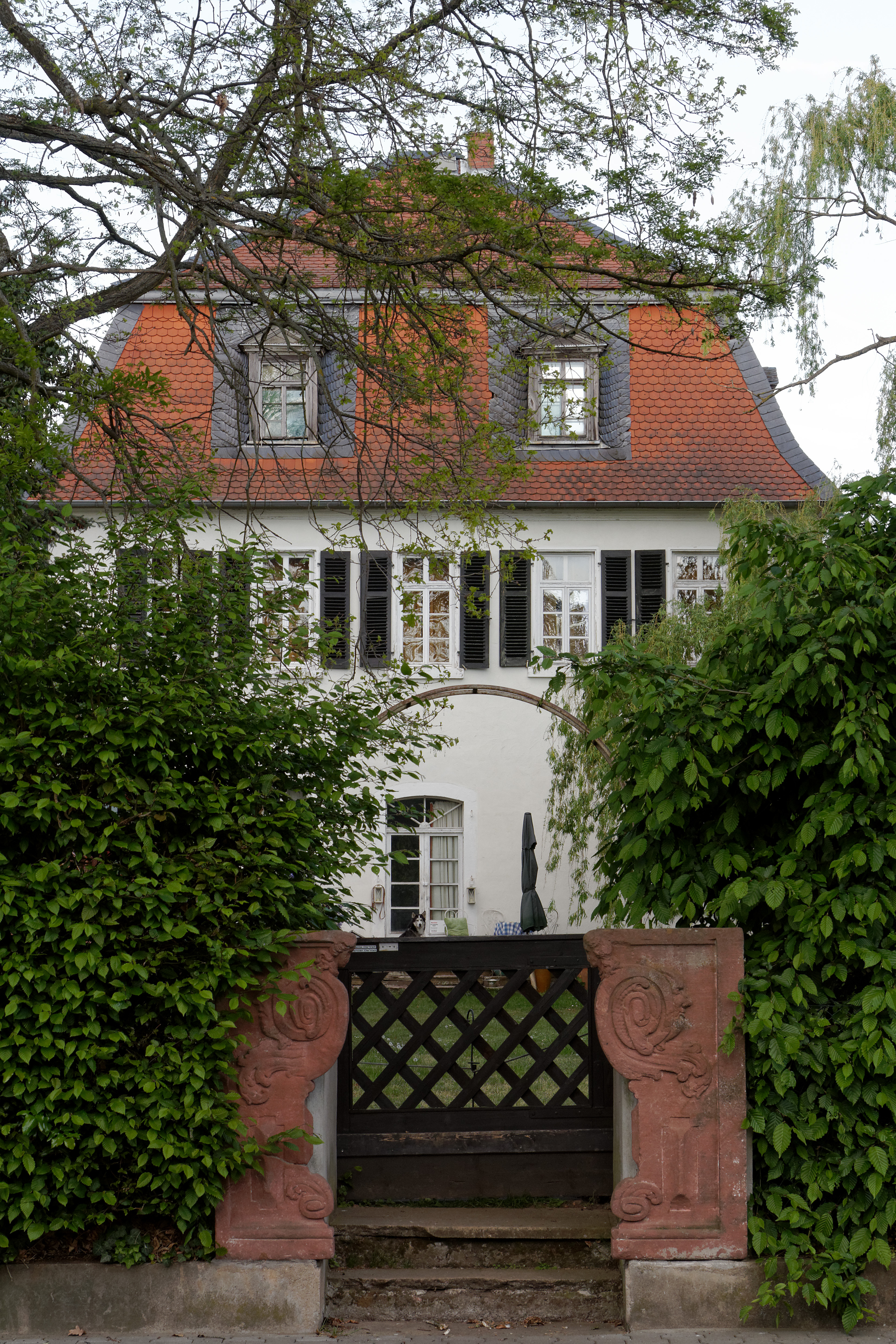
Frontansicht des Jagdschlösschens mit Portalresten eines Eingangstores

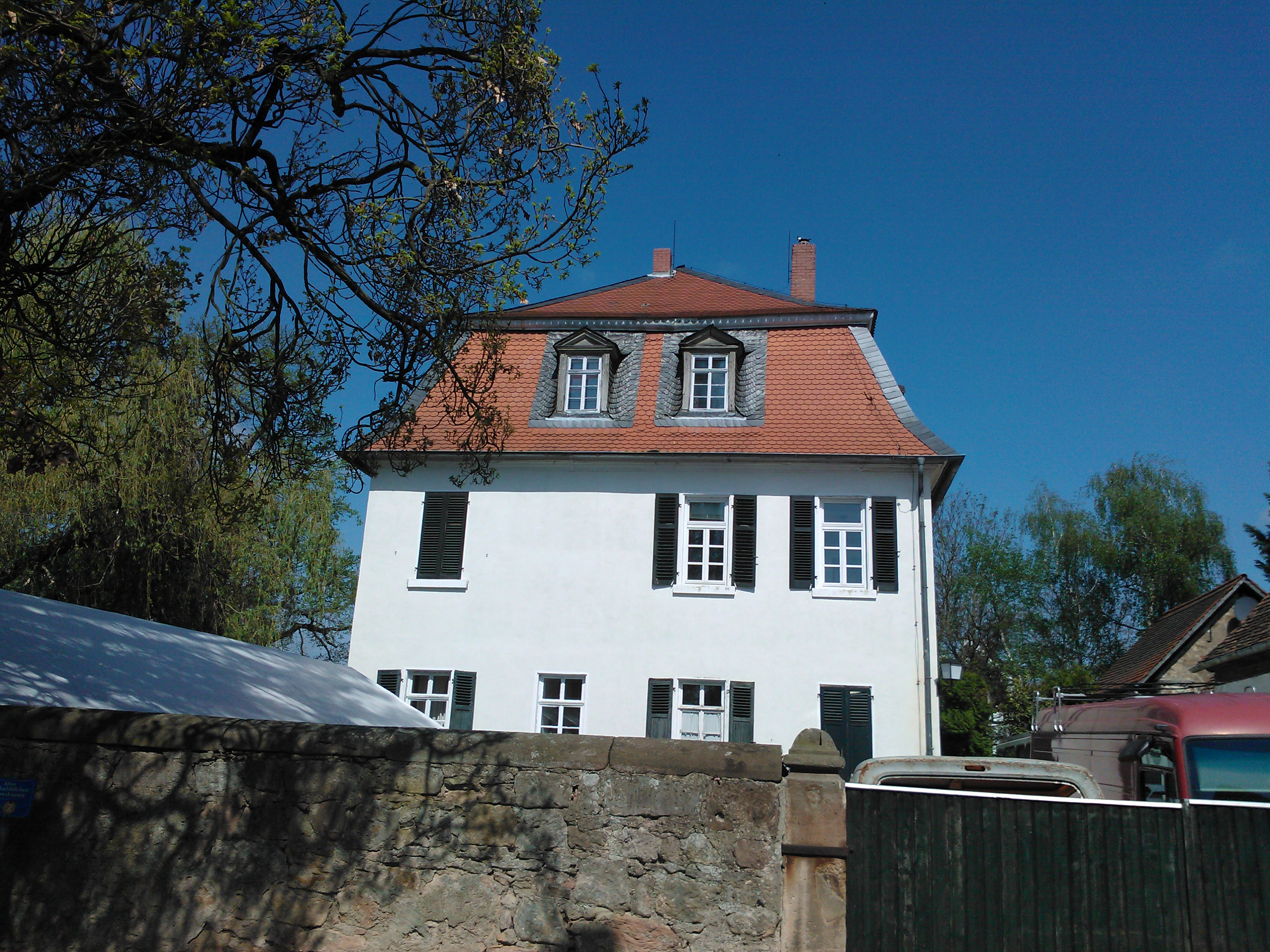
Seitenansicht des Jagdschlösschens nach Süden über die Umfassungsmauer hinweg.

Das Alte Jagdschlösschen Harreshausen (auch Hanauisches Jagdschlösschen Harreshausen) ist ein kleines barockes ehemaliges Jagdschloss im heutigen Babenhausener Stadtteil Harreshausen.

## Geschichte
Das Jagdschlösschen ließ Graf Johann Reinhard III. von Hanau in den Jahren 1722–23 errichten. Babenhausen gehörte damals zur letztmals wiedervereinigten Grafschaft Hanau. Der Bau des Jagdschlösschens ging mit einer Vielzahl anderer Schloss- und Neubauten in seiner Regierungszeit einher. Andere Beispiele sind das Schloss Philippsruhe in Kesselstadt (heute: Hanau) oder das Jagdschloss Wolfgang.
Graf Johann Reinhard teilte die Jagdleidenschaft des Landgrafen von Hessen-Darmstadt Ernst Ludwig. Johanns Tochter und einzige Erbin Charlotte von Hanau-Lichtenberg war mit Ernst Ludwigs Sohn Ernst Ludwig VIII. von Hessen-Darmstadt vermählt. Auch Ludwig der VIII., hatte die Jagdleidenschaft seines Vaters geerbt und ließ unter anderem später die Dianaburg, ein ganz ähnliches kleines Jagdschloss wie das in Harreshausen und in Wolfgang bauen.
Das Jagdschlösschen Harreshausen  wurde als zweigeschossiger Bau mit quadratischem Grundriss errichtet. Das Haus, einfach verputzt, hat auch heute noch ein Mansardwalmdach. Im abgeknickten unteren Dachbereich befinden sich auf jeder Seite je zwei Erkerfenster. Während West- und Ostseite je eine vierachsig gestaltet sind, ist die Eingangsseite fünfachsig aufgebaut. Reste eines Eingangsportales befinden sich am heutigen Garteneingang. Das Jagdschlösschen war mit seiner Hauptfassade und dem Eingang auf eine Ulmenallee ausgerichtet, die die direkte Verbindung zum Schloss Babenhausen herstellte.
Vor dem westlichen Eingang lag ein ausgedehnter rechteckiger Forstgarten, der in die Ulmenallee überging. Der Garten ist mit Beginn der 1960er Jahre nach und nach bebaut worden. Reste seiner hohen Umfassungsmauer sind noch erhalten.
Das Jagdschlösschen ist ein Kulturdenkmal aufgrund des Hessischen Denkmalschutzgesetzes. Es befindet sich heute in Privatbesitz und kann nicht besichtigt werden.

## Nebenanlagen

### Zeughaus
Zum Jagdschloss gehörte ursprünglich noch ein Jagdzeughaus, ein langgezogener eingeschossiger Baukörper, der ebenfalls ein ausgebautes Mansardwalmdach besaß. Es wurde bereits 1779 wieder abgebrochen und bis 1782 am ehemaligen Parade- und heutigen Freiheitsplatz in Hanau als Zeughaus Hanau wieder aufgebaut. Im Zweiten Weltkrieg wurde das Zeughaus bei dem Luftangriff auf Hanau am 19. März 1945 schwer beschädigt und später abgerissen.

### Ulmenallee
Die ehemalige barocke Allee zwischen Babenhausen und Harreshausen ist heute ein Naturdenkmal. Sie führte vom Schloss Babenhausen in gerader Linie auf das Jagdschlösschen Harreshausen zu. Die Allee, bestehend aus einer doppelten Reihe von Ulmen, war eine für ihre Entstehungszeit typische Anlage. Graf Johann Reinhard III. hat sie als repräsentative Verbindungs- und Blickachse zwischen seiner bestehenden Residenz und dem neuerrichteten Jagdschloss anlegen lassen.
Durch das Ulmensterben musste 1965 die letzte noch vorhandene Ulme gefällt werden. Bereits seit Mitte der 1920er Jahre verschwanden nach und nach die Ulmen und wurden überwiegend durch Sommerlinden und Rosskastanien ersetzt. In der als Naturdenkmal ausgewiesenen Allee stehen heute über 300 Linden, 25 Rosskastanien und einige wenige sonstige Laubbäume.